# الخريب (السياني)

تعديل مصدري - تعديل

الخريب هي إحدى قرى عزلة نخلان بمديرية السياني التابعة لمحافظة إب، بلغ تعداد سكانها 450 نسمة حسب تعداد اليمن لعام 2004.